# Président du Parlement national de Papouasie-Nouvelle-Guinée
Le Président du Parlement national (en anglais : Speaker of the National Parliament) préside les sessions du Parlement national de Papouasie-Nouvelle-Guinée. Cette fonction est établie par les articles 107 et 108 de la Constitution entrée en vigueur en 1975. Comme la plupart des procédures et traditions parlementaires dans le pays, les fonctions du Speaker s'inscrivent dans la continuité de celles du président de la Chambre des communes au Royaume-Uni.
Le président du Parlement est élu par et parmi les députés, à bulletin secret. Il gère les affaires du Parlement, dont les débats de la chambre. Il « établit et modifie l'ordre du jour dans le cadre du Règlement intérieur », et veille au respect des procédures parlementaires. Les députés ne peuvent prendre la parole qu'avec l'accord du président, qui doit exercer cette fonction avec impartialité. Étant « responsable de la discipline à l'intérieur du Parlement », le président peut « prononcer des mesures disciplinaires et en lever l'application ». Il est assisté par un vice-président, lui aussi élu par et parmi les députés, qui exerce ses fonctions en son absence. Outre ses tâches au sein du corps législatif, le président du Parlement exerce la fonction de gouverneur général par intérim, en cas de vacance de ce poste (article 95 de la Constitution).
Le Speaker actuel est Job Pomat, depuis le 2 août 2017. Il succède à Theo Zurenuoc (2012-2017).